# Teresa Bracco
Pour les articles homonymes, voir Bracco.
Teresa Bracco (née le 24 février 1924 à Santa Giulia, un hameau de la commune de Dego, Italie et morte le 28 août 1944) est une vierge martyre catholique.

## Biographie
Née d'une famille de paysans humbles et pieux, de Giacomo Bracco et Anna Pera, elle est très jeune d'une grande piété.
À l'âge de 9 ans, elle voit une image du vénérable Dominique Savio dans le Bulletin salésien avec la mention : « Mourir plutôt que pêcher ». Elle s'exclame : « cela vaut aussi pour moi ! ».
À l'automne 1943, la guérilla s'intensifie dans la région d'Acqui Terme. Le 24 juillet 1944, un violent combat a lieu entre les partisans et les troupes allemandes entre Cairo Montenotte et Cortemilia. Le jour suivant, les Allemands reviennent ramasser leurs morts, ils brûlent les fermes, pillent et terrorisent les habitants. Le 28 août, ils entrent dans Santa Giulia, qu'ils pensent être un repaire de résistants, bien que ceux-ci en soient déjà partis. Ils s'emparent de trois jeunes filles, dont Teresa. Un soldat l'emmène dans les bois déserts. Elle tente de s'échapper, mais l'homme la rattrape. Elle résiste de toutes ses forces et il l'étrangle. N'arrivant pas à ses fins, il lui tire deux balles de son révolver et dans sa rage, lui écrase le crâne à coups de bottes.
Elle est béatifiée en 1998 par Jean-Paul II, et dite martyre de la pureté.